# Боліджі
Боліджі (англ. Boligee) — місто (англ. town) в США, в окрузі Грін штату Алабама. Населення — 301 особа (2020).

## Географія
Боліджі розташоване за координатами 32°46′5″ пн. ш. 88°1′43″ зх. д. / 32.76806° пн. ш. 88.02861° зх. д. (32.768100, -88.028579).  За даними Бюро перепису населення США в 2010 році місто мало площу 10,27 км², з яких 10,23 км² — суходіл та 0,04 км² — водойми.

## Демографія
Згідно з переписом 2010 року, у місті мешкало 328 осіб у 157 домогосподарствах у складі 92 родин. Густота населення становила 32 особи/км².  Було 185 помешкань (18/км²).
Расовий склад населення:
| - 90,2 % — чорних або афроамериканців - 8,8 % — білих |

До двох чи більше рас належало 0,9 %. Частка іспаномовних становила 0,3 % від усіх жителів.
За віковим діапазоном населення розподілялося таким чином: 28,7 % — особи молодші 18 років, 57,6 % — особи у віці 18—64 років, 13,7 % — особи у віці 65 років та старші. Медіана віку мешканця становила 32,7 року. На 100 осіб жіночої статі у місті припадало 72,6 чоловіків;  на 100 жінок у віці від 18 років та старших — 66,0 чоловіків також старших 18 років.
Середній дохід на одне домашнє господарство  становив 42 184 долари США (медіана — 12 173), а середній дохід на одну сім'ю — 54 449 доларів (медіана — 12 500). За межею бідності перебувало 60,3 % осіб, у тому числі 87,9 % дітей у віці до 18 років та 27,5 % осіб у віці 65 років та старших.
Цивільне працевлаштоване населення становило 183 особи. Основні галузі зайнятості: виробництво — 21,3 %, мистецтво, розваги та відпочинок — 20,2 %, освіта, охорона здоров'я та соціальна допомога — 15,8 %, фінанси, страхування та нерухомість — 12,0 %.